# タイムリミット (映画)
『タイムリミット』（原題: Out of Time）は、2003年にアメリカ合衆国で公開されたスリラー映画。

## ストーリー
フロリダ州の小島バニアン・キー。そこで警察署長を務めるマットは、署員からの人望も厚い有能な人物だった。しかし、私生活では妻のアレックスと別居中であり、夫からの暴力に悩む人妻アンと不倫関係にあった。そんなある日、アンの付き添いで病院に行くと、彼女が重いガンに冒されていると、彼女の主治医から宣告されてしまう。主治医はアンを特別な施設に入所させ、そこで治療を受けるよう薦めるが、それには莫大な治療費が必要であった。このことを知ったマットは、署に保管されている押収金を持ちだし、それを治療費にあてようと考える。だが、翌朝アンの家に向かうと、彼女は夫とともに焼死体となって発見される。現場から警察はこれを殺人事件と断定。しかも数々の証拠から容疑者として浮上したのが、他でもないマットだった。無論これを強く否定するマットだったが、そんな彼の前に現れたのは、本署から捜査担当として派遣された妻のアレックスだった。

## 登場人物
マット・リー・ウィトロック
演 - デンゼル・ワシントン
フロリダ州の小島で警察署長を務めている男。妻のアレックスとは別居している。アンとは不倫関係にあり、ガンに侵されていると思ったアンの身を重んじる。アンとの駆け落ちを考えた矢先に事件に巻き込まれ窮地に立たされていく。
アレックス・ディアス・ウィトロック
演 - エヴァ・メンデス
マットの妻。しかし別居している。職業は殺人課の捜査官。アンとクリスの死亡事件の捜査を担当する。
アン・マレー・ハリソン
演 - サナ・レイサン
夫からの暴力に悩む人妻。マットと不倫している。ガンに侵されている。夫から巨額の保険金を掛けられている。しかし、次第にアンにも不審な一面があることが明らかになっていく。実は事件の黒幕の一人であり、マットから大金を奪うための犯罪計画を実行していた。
クリス・ハリソン
演 - ディーン・ケイン
アンの夫。病院で勤務している。アンに保険金をかけている。家を放火されて焼死する。しかし、これは偽装であり、アンと共謀していた。
チェイ
演 - ジョン・ビリングズリー
検視官。
トニー・ダルトン
演 - ロバート・ベイカー
マットの部下。
ポール
アンの主治医。しかし本物の医者ではなくアンと協力している犯罪者。

## キャスト
| 役名                               | 俳優                   | 日本語吹替1 | 日本語吹替2 |
| ---------------------------------- | ---------------------- | ----------- | ----------- |
| マット・リー・ウィトロック         | デンゼル・ワシントン   | 大塚明夫    | 石塚運昇    |
| アレックス・ディアス・ウィトロック | エヴァ・メンデス       | 沢海陽子    | 唐沢潤      |
| アン・マレー・ハリソン             | サナ・レイサン         | 藤貴子      | 彩木香里    |
| クリス・ハリソン                   | ディーン・ケイン       | 咲野俊介    | 原田晃      |
| チェイ                             | ジョン・ビリングズリー | 茶風林      | 岩崎ひろし  |
| トニー・ダルトン                   | ロバート・ベイカー     | 河相智哉    | 大塚智則    |
| ポール・キャボット                 | アレックス・カーター   | 加藤亮夫    | 新垣樽助    |
| バステ                             | アントニ・コローネ     | 星野充昭    | 諸角憲一    |
| スターク捜査官                     | テリー・ローリン       | 小山武宏    | 菅原淳一    |

- 日本語吹替1：VHS・DVDに収録（2004年10月22日発売のVHS・DVDに初収録）。

その他声の出演：松本大、島美弥子、棚田恵美子、石住昭彦、遠藤純一、斎藤恵理、浦山迅、原田晃、上田陽司、市川まゆ美、田中一永、加藤悦子、島宗りつこ
演出：羽田野千賀子、翻訳：藤澤睦実、制作：HALF H・P STUDIO
- 日本語吹替2：製作時期不明。2012年8月3日にスター・チャンネル、2019年9月6日に『午後のロードショー』で放送[2]。各種配信にも使用されている。

その他声の出演：谷昌樹、西村知道、塚田正昭、笹森亜希、若泉絵子、よのひかり、吉田浩二、飯塚宏、島宗りつこ
演出：二瓶紀六、翻訳：斧由香、制作：東北新社

## 評価
レビュー・アグリゲーターのRotten Tomatoesでは150件のレビューで支持率は64%、平均点は6.30/10となった。Metacriticでは35件のレビューを基に加重平均値が63/100となった。